# Eriocaulon kusiroense
Eriocaulon kusiroense là một loài thực vật có hoa trong họ Cỏ dùi trống. Loài này được Miyabe & Kudô ex Satake mô tả khoa học đầu tiên năm 1939.